# Zement (Geologie)

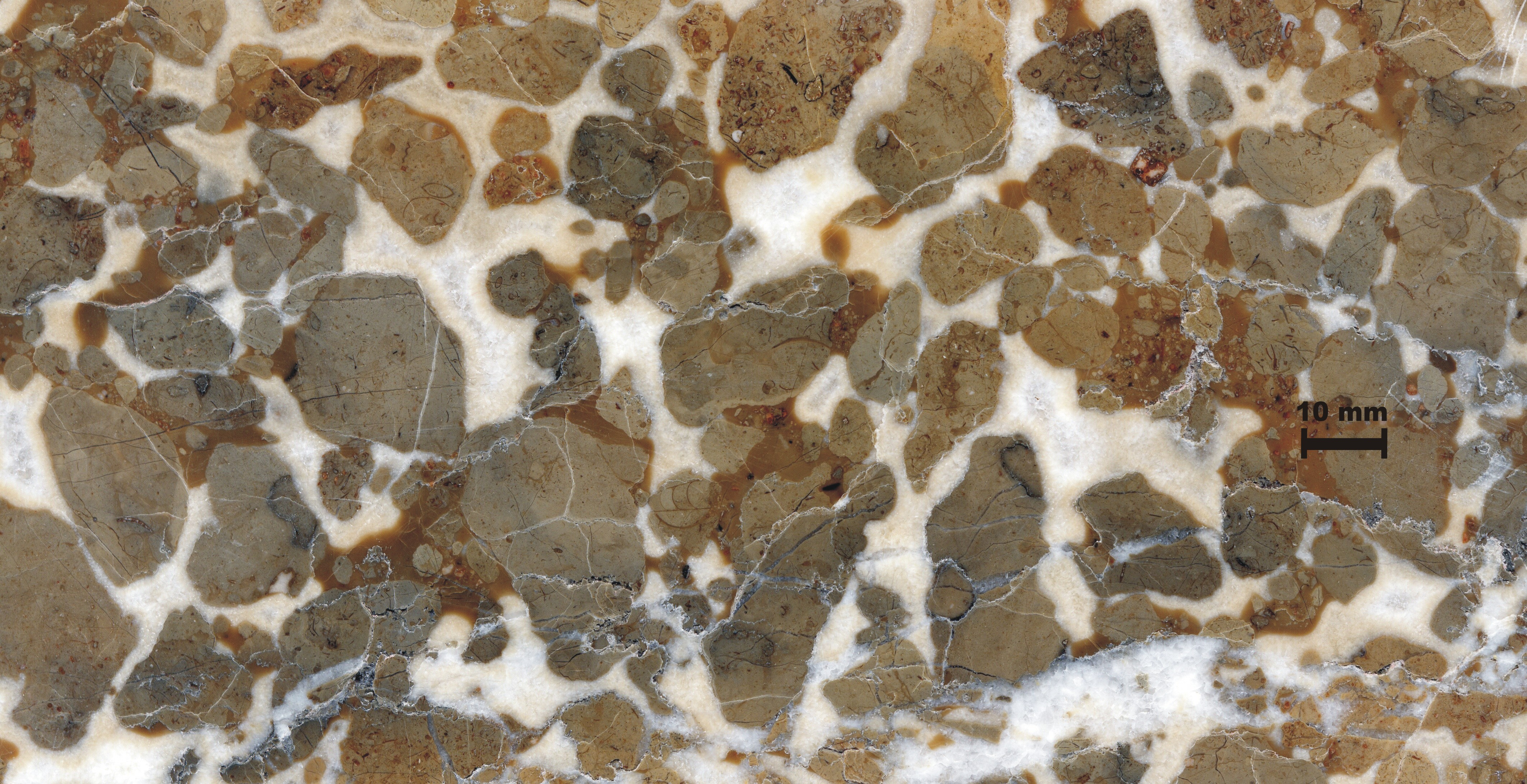
Zementation mit Calcit (weiß) einer Kalkbrekzie aus Adnet

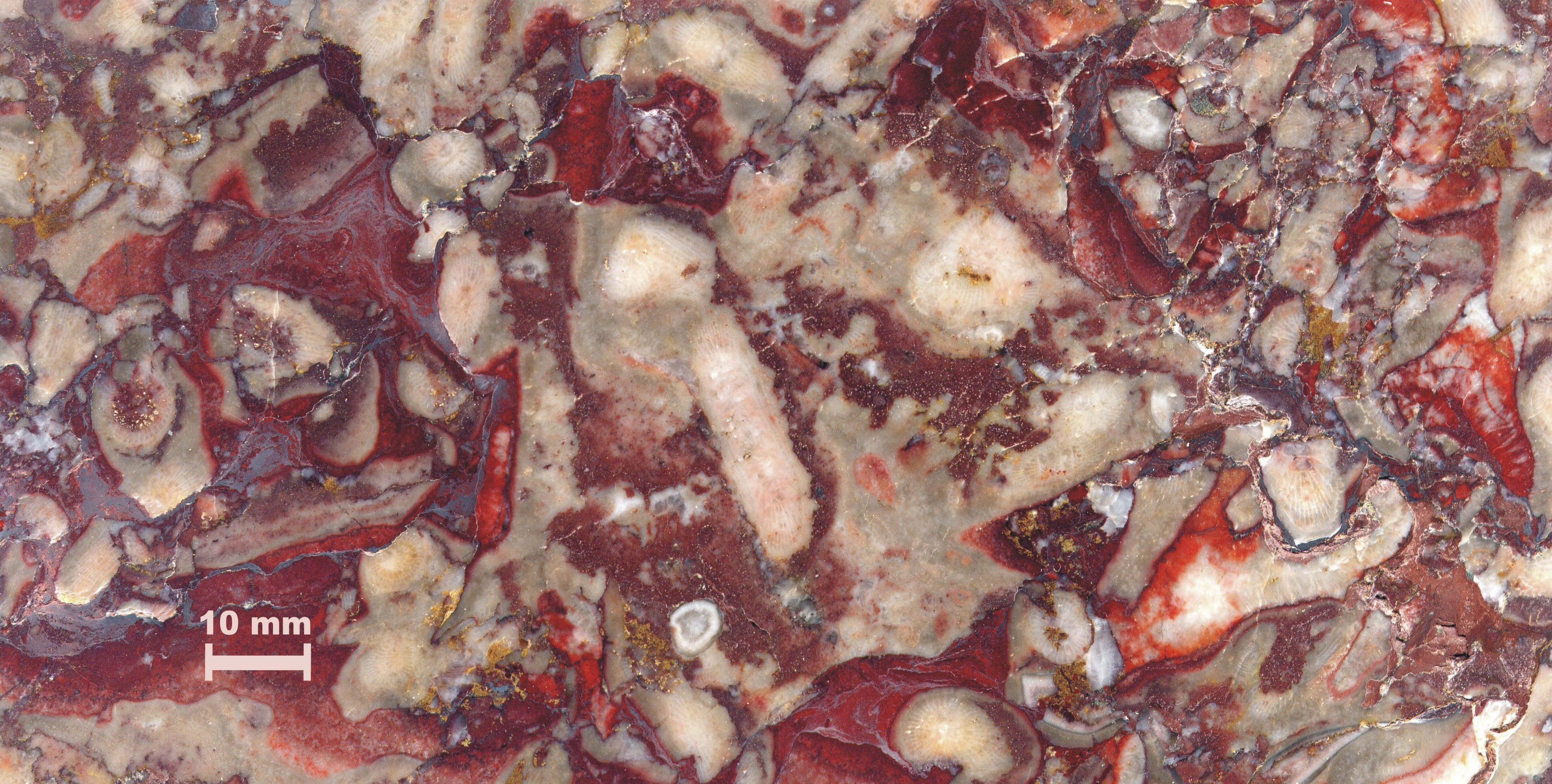
Ausfüllungen mit Hämatit (rot bis rotviolett) in einem Riffkalkstein

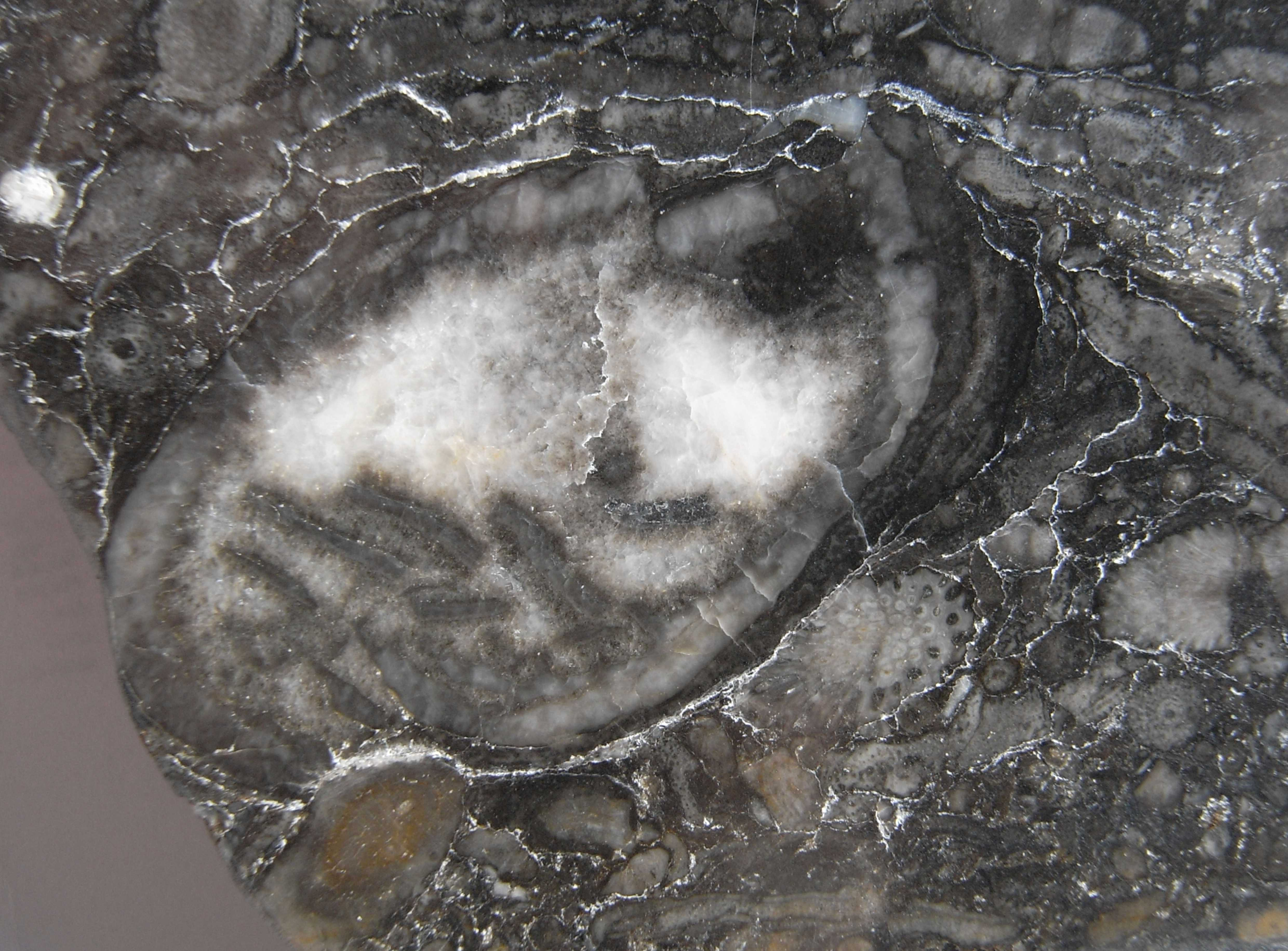
Zementation in einem Geopetalgefüge (Fossile Wasserwaage)

Zement ist in der Petrographie von Sedimentgesteinen der mit diagenetischen Ausscheidungen gefüllte Interstitialraum zwischen den Partikeln bzw. Körnern oder auch erkennbar verschiedene Generationen derartiger Ausscheidungen. Der Zement eines Sedimentgesteins besteht meist aus Kalziumkarbonat oder Siliziumdioxid, seltener auch aus anderen Mineralen. Die Abfolge der Zemente, ihre Form und Struktur sowie ihre Mineralogie lassen Rückschlüsse auf die Diagenese zu, d. h. auf die Veränderung des Gesteins seit seiner Entstehung bis zur Abtragung.
Zement und/oder Matrix bilden die Grundmasse eines Sedimentgesteins. Im Gegensatz zum Zement besteht die Matrix aus einem sehr feinkörnigen Material, in dem gröbere Partikel „schwimmen“ oder sich gegenseitig abstützen.

## Entstehung
Zemente von Sedimentgesteinen entstehen bei der Verfestigung oder Lithifizierung (griech. Versteinerung) des ursprünglichen locker abgelagerten Materials. Mineralische Porenwässer (meist Siliziumdioxid oder Calciumcarbonat) gelangen in die Porenräume des Lockersediments und fällen dort aus. Der Vorgang wird auch als Zementation bezeichnet. Die Porosität des Ausgangsmaterials wird dadurch verringert, während die Körner des Sediments miteinander verkittet werden. Die Zementation kann mehrphasig sein, und die entstehenden Zemente können den Porenraum zwischen den Partikeln ganz oder auch nur teilweise ausfüllen.
Frühdiagenetische Zemente, die häufig aus Aragonit bestehen, können während späterer Phasen der Diagenese wieder umkristallisieren. Derartige Diageneseprodukte werden aber weiterhin als Zement bezeichnet.
Die Interpretation des Zements und dessen Abfolge in den Interstitialräumen zwischen den Partikeln geben wichtige Hinweise zur Diagenese des Gesteins. Man spricht daher auch von Zementstratigraphie.
Zemente werden durch folgende Eigenschaften charakterisiert:
- die Kristalle sind oft klar und die Kristallgrenzen meist gut definiert
- scharfer Kontakt zwischen Zement und Körnern
- die Zemente dringen in der Regel nicht in die Körner ein oder schneiden die Körner
- häufig zwei oder mehr Generationen von Zement
- häufig mit geraden Kanten und Tripelpunkten, an denen sich die Kristallkanten im Winkel von 180° treffen (engl. „enfacial junction“)
- die Längsachsen der Kristalle im Zement stehen meist senkrecht auf der Oberfläche der Körner
- die Kristallgrößen nehmen häufig mit dem Abstand von der Partikeloberfläche zu.

Neomorphose, d. h. die komplette in situ Rekristallisation von kalkigen Komponenten, kann Strukturen produzieren, die den Zementen sehr ähnlich sind und leicht mit ihnen verwechselt werden können. Um Zemente von neomorphen Produkten (Mikritisierung und Sammelkristallisation) zu unterscheiden, ist häufig eine Kombination von Licht- und Kathodolumineszenz-Mikroskopie erforderlich.

## Typen
Vor allem in der Karbonatpetrographie werden eine ganze Reihe unterschiedlicher Zementtypen (unabhängig von ihrer mineralogischen Zusammensetzung) nach ihrer Form unterschieden:
- Zemente, die von einem Substrat in den Porenraum wachsen
  - acicularer Zement: nadelförmige Kristalle, die senkrecht auf der Partikeloberfläche wachsen. Sie sind lang und parallel zueinander angeordnet, die Enden häufig zugespitzt. Die Länge beträgt bis etwa 100 µm bei etwa 10 µm Durchmesser (L/B-Verhältnis 10:1). Die Zementkruste um die Partikel ist meist gleich dick (isopach). Diese Form des Zements besteht hauptsächlich aus Aragonit, aber auch aus Hoch-Magnesium-Kalzit. Er bildet sich unter marinen Bedingungen.
  - fibröser Zement: die Kristalle sind nadel- oder säulenartig mit einem L/B-Verhältnis von > 6:1, die Dicke ist stets > 10 µm. Häufig werden gleich dicke Krusten um die Partikel gebildet. Es handelt sich meist um aragonitische oder Hoch-Magnesium-Kalzite, die unter marinen Bedingungen, seltener auch unter marin- oder meteorisch-vadosen Bedingungen gebildet wird.
  - botryoidaler Zement (sphärulitischer Zement): porenfüllender Zement, der in einzelnen oder zusammenwachsenden Halbkugeln wächst; die Halbkugeln bestehen aus einzelnen, länglichen, radial-angeordneten Kristallen. Dieser Zementtyp ist immer aragonitisch und wird häufig in kleinen Riffhöhlen und in den steilen Vorriffbereichen gebildet.
  - radiaxialer Zement: große, oft verunreinigte Kalzitkristalle mit Einschlüssen. Die Kristalle sind z. T. sehr lang, L/B-Verhältnis von 3:1 bis 10:1. Die Kristalle weisen häufig ein subkristallines Gefüge auf. Die unterschiedliche Auslöschung der Subkristalle wird benutzt, um drei Untertypen zu unterscheiden. Dieser Zementtyp bildet sich ausschließlich im marinen Bereich.
  - „Hundezahnzement“: Zugespitzte, relativ große (einige 10er µm bis einige 100 µm) Kristalle von länglicher, skalenohedraler bis rhombohedraler Form werden als „Hundezahnzement“ bezeichnet. Der Name spielt auf die Form der Kristalle an. Sie wachsen meist mehr oder weniger senkrecht auf der Oberfläche (Körner oder ältere Zemente) und bestehen aus Kalzit. Sie bilden sich häufig im Süßwasserbereich, aber auch im marinen Bereich und unter hydrothermalen Bedingungen.
  - „bladed“-Zement: Die Kristalle sind nicht gleich groß und nicht fibrös. Das Längen-/Breiten-Verhältnis ist daher deutlich kleiner als bei den fibrösen Zementen (L/B 1,5:1 bis 6:1). Die Kristalle sind etwa 10 µm breit und etwa 20 bis mehr als 100 µm hoch. Die Kristallspitzen sind breit und abgeflacht oder pyramidenförmig; gewöhnlich werden die Kristalle zur Spitze hin etwas weiter. Dieser Zementtyp bildet gewöhnlich gleichdicke Ränder auf Körnern. Mineralogisch besteht dieser Zement häufig aus Hoch-Magnesium-Kalzit oder Aragonit.
- „hängende“ oder verbindende Zemente
  - Geopetalzement, Schwerkraftzement („dripstone“): Es handelt sich um hängende Zemente bzw. um die Verdickung einer Zementkruste unterhalb eines Korns, oder um hängende Zemente an der Decke von intergranularen oder Lösungs-Hohlräumen. Der Zement bildet sich in Wassertröpfchen unter den Körnern, nachdem das Porenwasser abgeflossen ist, oder in Wassertröpfchen, die von der Decke von Hohlräumen hängen („Mikrostalaktit“). Dieser Zement ist meist kalzitisch und bildet sich in der meteorisch-vadosen und meteorisch-phreatischen Bereich, seltener auch im marin-vadosen Bereich (intertidale Spritzwasserzone). Im marinen Bereich ist der Zement dann meist aragonitisch.
  - Meniskuszement: Dieser Zementtyp beschreibt Zementbrücken zwischen Körnern. Sie entstehen in Wasserbrücken zwischen den Körnern, bedingt durch die Oberflächenspannung des Wassers, nachdem das Porenwasser weitgehend abgeflossen ist. Dieser Zementtyp bildet sich vor allem in der meteorisch-vadosen Zone, aber auch in der marin-vadosen Zone als „Beach Rock“. Er ist fast immer kalzitisch.
- Porenfüllende Zemente, die ein Mosaik bilden
  - drusiger Zement: Es handelt sich um einen Zement, der Hohlräume oder Poren ausfüllt. Das Wachstum geht meist von der Oberfläche der Komponenten aus. Bei den Kristallen sind Länge und Breite annähernd gleich, oder sie sind nur leicht ausgelängt. Sie messen gewöhnlich mehr als 10 µm im Durchmesser und werden in der Regel zum Porenzentrum hin größer. Die Kristallform kann als anhedral oder subhedral beschrieben werden. Dieser kalzitische Zement entsteht im Süßwasserbereich, aber auch bei der Diagenese in größerer Tiefe.
  - granularer Zement: Es ist ein Kalzit-Zement, der sich in den Poren zwischen den Partikeln bildet. Die Kristalle sind klein (unter 10 µm), Länge und Breite sind annähernd gleich. Sie wachsen in der Regel ohne Beeinflussung durch die Oberflächen der Komponenten. Dieser Zement entsteht im meteorisch-vadosen und meteorisch-phreatischen Bereich sowie bei der Diagenese in größerer Tiefe.
  - Blockzement: Dieser Zementtyp beschreibt mittelgroße bis große Kalzitkristalle (einige Zehner µm bis zu einigen Millimetern Größe) ohne bevorzugte Orientierung. Die Kristalle sind unterschiedlich groß. Dieser Zement wird typischerweise unter Süßwasserbedingungen (meteorisch-phreatisch und meteorisch-vados) gebildet sowie bei der Diagenese in größerer Tiefe. Auch in marinen Hartgründen und Riffe kann dieser Zementtyp vorkommen.
- Zemente, die auf einer Komponente aufwachsen und in der gleichen optischen Orientierung wie die Komponente weiterwachsen
  - syntaxialer Kalzitzement: Dieser Kalzitzement wächst auf oder um eine Komponente, die aus einem Einkristall besteht (meist ein Fragment eines Stachelhäuter-Skeletts). Die kristallographische Achse der Komponente bestimmt auch die kristallographische Achse des Zements. Diese Form des Zements kommt im marin-vadosen und sehr oberflächennahen marin-phreatischen Bereichen sowie im meteorisch-phreatischen Bereich vor.
- Mikritzemente
  - Mikritzement (mikrokristalliner Zement): Damit wird ein Zement bezeichnet, der aus µm-großen Kristallen besteht, die sich als dünne Lage um Komponenten legen oder Poren auskleiden. Er kann auch Brücken zwischen Komponenten bilden und ähnelt in dieser Hinsicht dem Meniskuszement. Mikritzement besteht fast immer aus Hoch-Magnesium-Kalzit. Er ähnelt sehr stark den mikritisierten Rinden von Komponenten, die aber durch mikrobakterielle Tätigkeit oder Anbohrungen entstehen.
  - peloidaler mikrokristalliner Zement: Er ist aufgebaut aus einem peloidalen Gefüge aus kleinen Peloiden (Durchmesser kleiner als 100 µm) in einer mikrokristallinen Kalzitmatrix. Die Peloide bestehen aus Mikrit-großen Kristallen, die undeutlich radial angeordnet sind. Dieser Zementtyp bildet sich unter flachmarinen Bedingungen, meist in Riffbereichen

## Zementgefüge
Die Zemente können auch nach dem Zementgefüge gegliedert werden:
- Isopachen-Zemente (gleichdicke Ränder um Komponenten)
- Zirkumgranulare Zemente
- Schwerkraft
- Krusten
- Fächer (Splays)
- Botryoide
- Drusiges Mosaik
- Equant Mosaik
- Granulares Mosaik
- Syntaxiales Aufwachsen.

## Megazemente
Ein sehr spezieller und seltener Fall von kalzitischen Ausscheidungen in größeren Hohlräumen sind die Megazemente. Es handelt sich um sehr lange, meist einzelne Kristalle, die eine Länge bis 25 cm und einen Durchmesser von ca. 4 mm erreichen können. Derartige Zemente bilden sich am Meeresgrund, in Neptunian Dikes von Beckenkarbonaten und größeren, submarinen Hohlräumen.
Ein besonderer Typ dieser Megazemente, die „raggioni“, wird als Pseudomorphose eines Aragonitzements interpretiert, der sich unter meteorisch- oder marin-vadosen Bedingungen gebildet hat.

## „Kristallsilt“ – Sediment oder Zement?
Der Begriff Kristallsilt beschreibt eine Matrix in Lösungshohlräumen, Fenstergefügen, Intrapartikelporen und kleinen Riffhöhlen. Diese Matrix besteht typischerweise aus kleinen, oft rhombischen und meist angularen Kalzitkristallen (etwa 5 bis 40 µm). Diese Matrix wurde interpretiert als Rückstand, die bei der partiellen Lösung von Kalken, z. B. im meteorisch-vadosen Supratidalbereich, entstanden sind.
Andere Autoren erklären diese Matrix als internes marines Sediment, da sie gelegentlich marine Mikrofossilien enthalten, oder als aufgearbeitete mikrokristalline Zemente.